# Montesquiu (Gers)
Montesquiu és una població de la Gascunya. Administrativament és un comuna del departament francès del Gers, a la regió d'Occitània.

## Geografia
Montesquiu és la capital d'un cantó de 17 municipis. El poble, construït sobre la vessant d'un turó, és un Castelnou obert als Pirineus i a la vall de l'Osse. És un lloc de pas en la Via Tolosana del Camí de Sant Jaume.

## Demografia
| 1962                                       | 1968 | 1975 | 1982 | 1990 | 1999 | 2006 |
| ------------------------------------------ | ---- | ---- | ---- | ---- | ---- | ---- |
| 538                                        | 645  | 605  | 604  | 579  | 570  | 586  |
| Des de 1962: població sense dobles comptes |      |      |      |      |      |      |

## Administració
| Període | Identitat       | Partit |
| ------- | --------------- | ------ |
| 2001-   | Robert Perrusan | PS     |

## Agermanaments
- Montesquiu
- Roclincourt